# 珪藻土

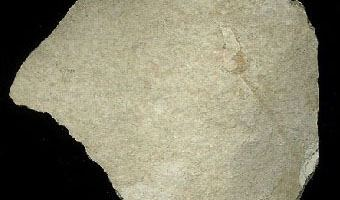
スロバキア産の珪藻土

珪藻土（けいそうど、diatomite、diatomaceous earth）は、藻類の一種である珪藻の殻の化石よりなる堆積物（堆積岩）である。ダイアトマイトともいう。珪藻の殻は二酸化ケイ素（SiO2）でできており、珪藻土もこれを主成分とする。
珪藻が海や湖沼などで大量に増殖し死滅すると、その死骸は水底に沈殿する。死骸の中の有機物の部分は徐々に分解されていき、最終的には二酸化ケイ素を主成分とする殻のみが残る。このようにしてできた珪藻の化石からなる岩石が珪藻土である。多くの場合白亜紀以降の地層から産出される。

## 珪藻土の利用

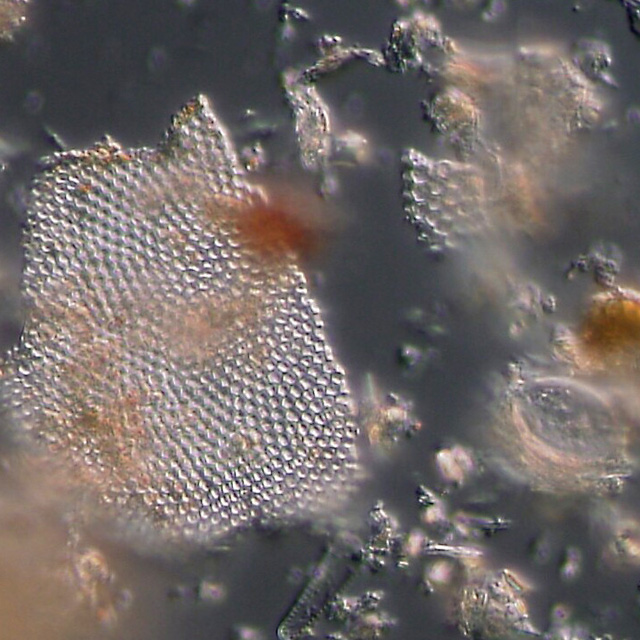
珪藻土の光学顕微鏡写真。珪藻の殻片が散在している。

固化した珪藻土は、殻を壊さない程度に粉砕して用いる。珪藻土の粒径、すなわち珪藻の殻の大きさは大体100µmから1mmの間である。粒子の形態はもとになった珪藻の種類に応じて、円盤状のもの、紡錘状のものとさまざまである。珪藻土の色は白色、淡黄色、灰緑色と産地によってさまざまであるが、これは殻の色ではなく、珪藻土に混入している粘土粒子など夾雑物の色である。また、焼成すると赤く変色するものもある。

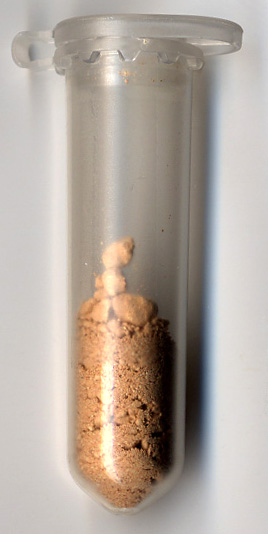
焼成した珪藻土

珪藻の殻には小孔が多数開いている為、珪藻土は体積あたりの重さが非常に小さい。珪藻土の最大の用途は濾過助剤である。吸着能力は低く、溶液中に溶解している成分はそのまま通し、不溶物だけを捕捉する性質がある。そのため珪藻土単独で濾過する事は稀で、フィルターに微細粉末が目詰まりしてしまうのを防ぐためにフィルターの手前において微細粉末を捕捉するのに用いられる。
また、珪藻土は水分や油分を大量に保持することができる。このため乾燥土壌を改良する土壌改良材や、流出した油を捕集する目的で使用される。アルフレッド・ノーベルはニトログリセリンを珪藻土に吸収させることで安定性を高めたダイナマイトを発明したが、ノーベルはその後はるかに爆発力の強いブラスチングゼラチンスタイルのダイナマイト(ゼリグナイト)を開発したため、珪藻土を使ったダイナマイトは科学史のトピック的存在にとどまった。触媒やクロマトグラフィーの固定相の担体としても使用される。
その他、耐火性と断熱性に優れているため建材や保温材として、電気を通さないので絶縁体として、また適度な硬さから研磨剤としても使用されている。建材としては、昔からその高い保温性と程よい吸湿性を生かして壁土に使われていた。近年、自然素材への関心が高まるとともに、壁土への利用用途が見直され脚光をあびている。漆喰に類似した外観に仕上げることができ、プロでなくとも施工しやすいため、DIY向けの建材としても販売されている。珪藻土そのものには接着能力はないので、壁土としては石灰やアクリル系接着剤を混ぜて使用される。しかし珪藻土を数パーセントしか含まない粗悪品が流通しているので注意が必要である。また珪藻土には発癌性があるとして海外では使用が禁止された国もあるが、発癌性があるのは焼結してセラミック状になった珪藻土で、焼結していない製品には問題がないという意見もある。

### その他の利用法
- 七輪の原料として使用。粉砕・混練して焼成、あるいは粉砕しない珪藻土層を切削整形、焼成して製作する。
- 輪島塗では、漆を木地に吸着させ丈夫にするため、輪島市内で採集された珪藻土を蒸し焼きにし（輪島地の粉という）、漆に混ぜて用いている[6]。
- 太平洋戦争中には、ベントナイトと共にビスケット及び乾パンやキャラメル等、菓子・食品類の増量剤として使われたことがあった。
- アイヌ民族は珪藻土を「チ・エ・トイ」（我ら・食べる・土）と呼び、少量を汁物のとろみ付けに使ったり、山菜を和えたりして食べた。「トイ(toy)」はアイヌ語で「土」の意味だが、珪藻土を指す場合もあり、地名で「豊」などの漢字を当てられている場合が多い。江戸時代、飢饉の際に珪藻土が食べられることを知り、飢餓のあまりに大量に食べてしまった人々のなかには、便秘に悩まされたり、便秘のため死亡者も出た[7]。
- セライト（Celite）は炭酸ナトリウムとともに焼成した珪藻土であり、Celite Corporation（World Minerals Inc.の子会社）の登録商標である。
- 生ビールの製法の一種として珪藻土を使用し、酵母菌を取り除く方法がある[8][9]。
- 吸湿性や吸水性を生かして、成形されたものが乾燥剤として利用されている。製品例としては調味料の吸湿剤、風呂マット、建築物内装の調湿建材が挙げられる。
- 少量の水を入れて食品と一緒に加熱することで、スチームオーブンレンジでないオーブントースターでも水蒸気による保湿効果を機能させる、トーストスチーマーの原料として用いられる（陶器を用いることの方が多い）。

## 日本国内の主な珪藻土の産地
- 北海道稚内（道北天北）地方（海水産珪藻）[10]
- 秋田県北秋田地方（海水産珪藻）
- 石川県能登地方（海水産珪藻）
- 岡山県蒜山地方（淡水産珪藻）
- 大分県（淡水産珪藻）
- 鹿児島県（淡水産珪藻）